# Tecovirimat
Tecovirimat ist ein antiviraler Wirkstoff, der gegen Orthopoxviren wirksam ist. Vertreter dieser Virenfamilie lösen Krankheiten wie Pocken und Affenpocken aus.
Tecovirimat ist in den USA – als bislang einziger Wirkstoff – gegen Pocken zugelassen, seit 2022 auch in der EU. Das Mittel wurde bisher lediglich einmal zur Behandlung einer Frau eingesetzt, die sich in einem Labor infiziert hatte.
Tecovirimat wurde als Gegenmittel für Pockenviren entwickelt, um auf einen eventuellen Einsatz dieses Erregers als biologischer Kampfstoff vorbereitet zu sein. Zwei Millionen Dosen von Tecovirimat sind in den nationalen strategischen Vorräten der USA vorhanden, sollte ein Angriff durch eine pockenvirenbasierte Biowaffe erfolgen.

## Klinische Studien
Die Ergebnisse klinischer Studien stützen die Annahme, dass Tecovirimat gegen die Pocken und mit ihnen verwandte Erreger wirksam ist. Tecovirimat zeigte eine potentielle Wirksamkeit gegen verschiedene Formen einschließlich der Prophylaxe und kann als Ergänzung zur Impfung eingesetzt werden.
Der Wirkstoff blockiert die zelluläre Übertragung des Virus. Tecovirimat war in Labortests wirksam: Es schützte Tiere vor Affen- und Kaninchenpocken. Die Sicherheit für den Menschen wurde an 359 gesunden Probanden ohne Pockeninfektion untersucht. Die häufigsten Nebenwirkungen waren Kopfschmerzen, Übelkeit und Bauchschmerzen.

## Wirkungsmechanismus
Tecovirimat hemmt die Aktivität des viralen Proteins p37, das bei Orthopoxviren an der Bildung der Virushülle und der Freisetzung der Viren aus den infizierten Zellen beteiligt ist. Durch die Unterdrückung der Bildung von Virionen wird die Ausbreitung des Virus im Körper verhindert.

## Entwicklung
Ursprünglich wurde Tecovirimat am National Institute of Allergy and Infectious Diseases entdeckt und durch Viropharma in Zusammenarbeit mit Wissenschaftlern der United States Army Medical Research Institute of Infectious Diseases (USAMRIID) weiter erforscht. Mittlerweile wird es von Siga Technologies produziert, einem pharmazeutischen Unternehmen, das zur Verteidigung gegen biologische Waffen forscht und nach einer Ausschreibung der USA das Medikament unter einem behördlichen Vertrag entwickelte.
Wegen seiner Wichtigkeit zur Biokampfstoffabwehr hatte die amerikanische Behörde Food and Drug Administration (FDA) Tecovirimat einen Status zur schnellen Bearbeitung verliehen. Am 13. Juli 2018 gab die FDA die Zulassung von Tecovirimat bekannt.
Im Januar 2022 erfolgte eine Zulassung in der EU (marketing authorisation under exceptional circumstances). Das Anwendungsgebiet umfasst die Behandlung von Pocken, Affenpocken und Kuhpocken bei Erwachsenen und Kindern mit einem Körpergewicht von mindestens 13 kg. Tecovirimat ist ferner zur Behandlung von Komplikationen aufgrund der Replikation des Vacciniavirus nach einer Impfung gegen Pocken angezeigt.
Tecovirimat hat in den USA den Status eines Orphan-Arzneimittels.

## Synthese
Tecovirimat kann auf verschiedene Weise synthetisiert werden. Eine mögliche Reaktionsführung beginnt mit der Umsetzung von Cycloheptatrien mit Maleinsäureanhydrid. Bei dieser Diels-Alder-Reaktion wird der verbrückte Bicyclus des Tecovirimats gebildet. Anschließend wird eine nucleophile Acylsubstitution von Hydrazin am Anhydrid durchgeführt. Dafür wird ein Stickstoffatom des Hydrazins durch eine BOC-Schutzgruppe abgeschirmt. Das Produkt der Substitution wird in saurer Lösung entschützt und anschließend mit einem 4-Trifluormethylbenzolsäurehalogenid umgesetzt. Bei dieser nucleophilen Acylsubstitution verlässt das Halogenid das Molekül als Abgangsgruppe. Nach der Aufreinigung durch Säulenchromatographie wird Tecovirimat in der Endo-Konfiguration als weißer kristalliner Feststoff gewonnen.
Andere Möglichkeiten der Reaktionsführung arbeiten in der Regel mit denselben Edukten. Jedoch ist die Reihenfolge der Reaktionsschritte vertauschbar. Dadurch unterscheiden sich auch die Zwischenprodukte und damit auch die benötigten Lösemittel und Aufreinigungen der verschiedenen Synthesewege.

## Fertigarzneimittel
Tpoxx (USA), Tecovirimat SIGA (EU). Hersteller/Zulassungsinhaber: Siga Technologies